# Романовское княжество
Романовское княжество (1345 — нач. XV века) — древнерусское княжество, выделившееся из состава Ярославское княжества в 1345 году, в период феодальной раздробленности на Руси. Его столицей был город Романов.

## История
Романовское княжество было создано в 1345 году и досталось Роману Васильевичу, сыну князя ярославского Василия Давидовича Грозные Очи.
От князей этого удела происходит род Романовских.

## Известные князья
| Имя                                     | Годы правления          |
| --------------------------------------- | ----------------------- |
| Роман Васильевич                        | 1345 — после 1380       |
| Иван Романович Неблагословенный Свистун | кон. XIV — нач. XV века |